# Айвар
А́йвар (серб. ајвар, хорв. ajvar, від тур. haviar — ікра) — страва балканської кухні, овочева ікра. Являє собою пастовидну масу з пересмаженого або печеного червоного болгарського перцю.
Залежно від кількості капсаїцину в перці айвар може бути досить пекучим. Вживається як добавка до гарнірів та м'ясних страв, часто як намазка для хліба. До перця зазвичай додають часник, цибулю та баклажани. Ікра із самих баклажанів називається пінджур.

## Приготування

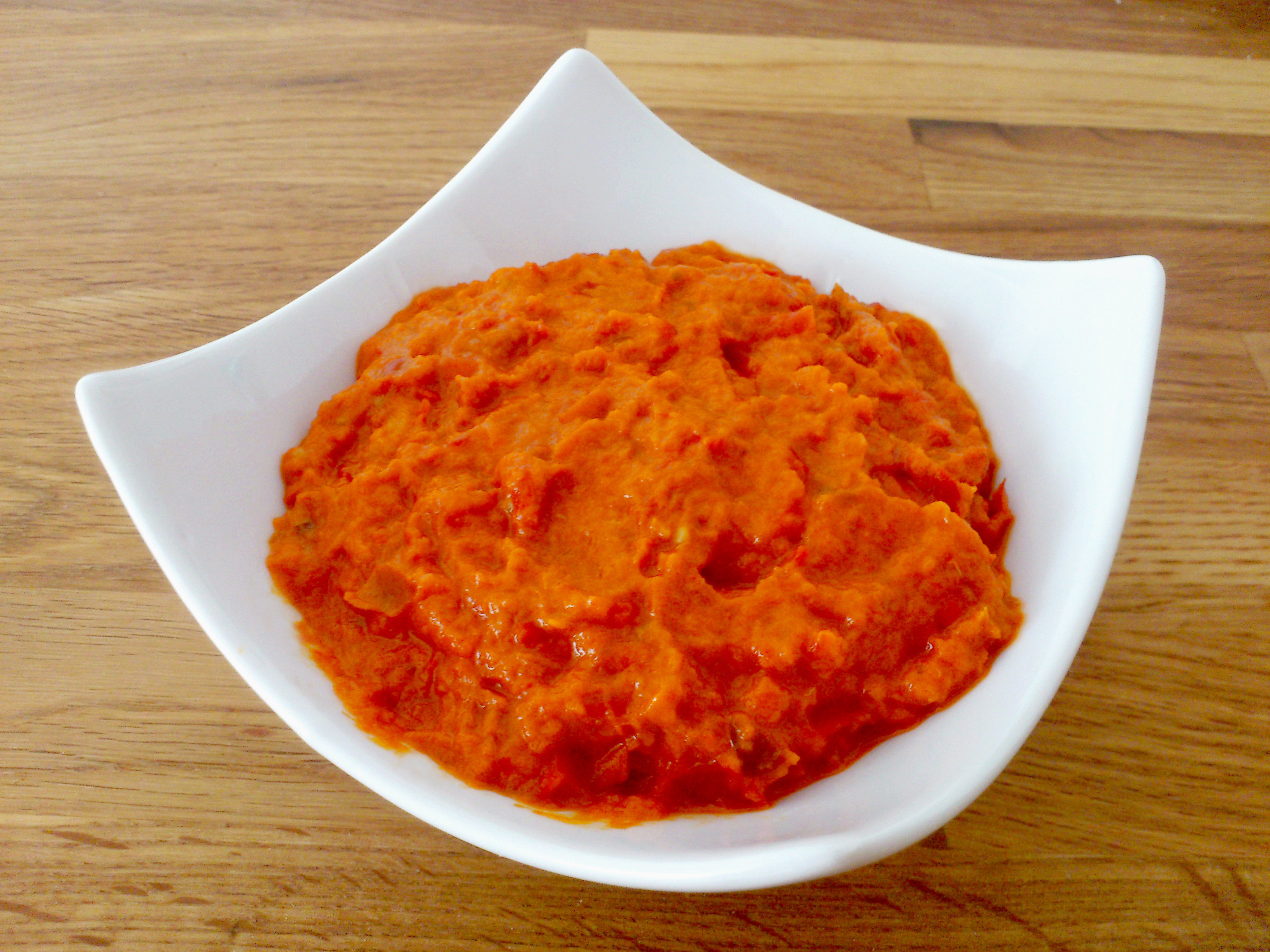
Айвар

Традиційно айвар готують вручну у відкритих каструлях на дров'яній печі, а саме восени, коли перець дозрів, і вживають цілий рік. Айвар готують з гострого і солодкого перцю, до перця зазвичай додають баклажани. Перед приготуванням овочі обсмажують, ретельно очищають від шкірки, перемелюють. Потім запікають на плиті, грилі до обвуглювання жорсткої плівки й утворення чорних підпалин. Далі плоди перекладають у каструлю, накривають кришкою і залишають остигати. Після цього очищають плоди від шкірки, плодоніжок і насіння. Очищені плоди подрібнюють у м'ясорубці або блендером. Отриману масу відправляють на вогонь випаровувати вологу. Додають олію, сіль, за бажанням спеції, подрібнений часник. Після досягнення необхідної консистенції, не допускаючи пригоряння, розкладають по банках, з додаванням невеликої кількості оцту (за бажанням).

## Етимологія
Назва айвар походить від турецького слова haviar, що означає «солона ікра» і походить від перського слова «kaviiar».